# Wit's End
Wit's End è il quinto album in studio del musicista statunitense Cass McCombs, pubblicato nel 2011.

## Tracce
1. County Line – 5:37
2. The Lonely Doll – 5:37
3. Buried Alive – 5:37
4. Saturday Song – 5:12
5. Memory's Stain – 7:23
6. Hermit's Cave – 4:19
7. Pleasant Shadow Song – 4:11
8. A Knock Upon the Door – 9:23

## Formazione
- Cass McCombs – voce, chitarra acustica, sintetizzatore, piano, percussioni
- Will Canzoneri – organo Hammond B3, clavinet, celesta
- Chris Cohen – chitarra elettrica, chitarra acustica a 12 corde
- Walker Teret – contrabbasso, voce, banjo
- Orpheo McCord – batteria, percussioni
- Garrett Ray – batteria, percussioni
- Rob Barbato – basso, voce
- Robbie Lee – clarinetto, fisarmonica, salmoè, organo portativo
- Justin Meldal-Johnsen – basso
- Parker Kindred – batteria, percussioni
- Brad Truax – basso
- Peter Moren – mini chitarra acustica